# Zea (Venezuela)
Pour les articles homonymes, voir Zea (homonymie).
Zea est le chef-lieu de la municipalité de Zea dans l'État de Mérida au Venezuela.